# أحمد بن عبد المطلب بن حسن بن أبي نمي
أحمد بن عبد المطلب بن حسن بن أبي نمي كان أمير (شريف) مكة وحاكم الحجاز من عام 1628 إلى عام 1629 م.
أعلن شرافته (إمارته) كورجي أحمد باشا، حاكم اليمن في جدة في أواخر شهر صفر عام 1037 هـ (تشرين الثاني 1627) بعد أن نشب خلاف بين الأخير والشريف محسن بن حسين بن حسن بن أبي نمي. وبعد استسلام محسن دخل أحمد مكة أميرًا يوم الأحد 17 رمضان 1037 هـ (21 أيار 1628م).
اُغتيل بأمر من قانصوه باشا حاكم اليمن في الساعة الخامسة من ليل يوم الأحد 5 صفر 1039 (حوالي الساعة العاشرة أو الحادية عشرة مساء يوم السبت 22 أيلول 1629).

## ملحوظات
1. ↑  de Zambaur 1927، صفحة 22.
2. ↑  al-Ghāzī 2009، صفحات 385–386.
3. ↑  al-‘Aṣimī 1998، صفحات 420–421.
4. ↑  al-Ghāzī 2009، صفحة 389.
5. ↑  al-‘Aṣimī 1998، صفحة 426.
6. ↑  al-Ghāzī 2009، صفحة 397.
7. ↑  al-‘Aṣimī 1998، صفحة 430.